# Oliveros (Cantar de Roldán)

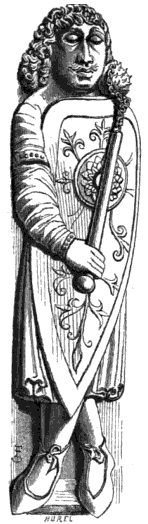
Estatua de Oliveros en la catedral de Verona

Oliveros, Olivier u  Oliver es un personaje ficticio literario que surge en la obra del Cantar de Roldán y aparece en varios otros escritos a partir del relato original. Era compañero y par del personaje principal de la obra y héroe del canto, Roldán. Representa el complemento perfecto para Roldán, es valiente y poderoso, pero además reúne las virtudes de la prudencia y la disciplina militar.

## ElCantar de Roldán
Oliveros tenía la postura de ir a pelear y no ayudar a ningún compañero en cambio la postura de Roldán es que vayan todos juntos y que ninguno quede fuera, también defendía que fueran en grupos de alrededor de 40 integrantes cada uno.

## Otras obras
Además del Cantar de Roldán, este personaje se encuentra en la obra Girart de Vienne, épica de Bertrand de Bar-sur-Aube de 1180, donde tiene la presencia más significativa de Chevalier Olivier. Girard, tío de Oliver, está en guerra constante contra Carlomagno, su jefe supremo. Ambos oponentes deciden poner fin al conflicto por un duelo entre los dos campeones. Por Girard y Carlomagno se seleccionan respectivamente a Olivier, del conde de Vienne, y Roland de Bretaña. Los campeones se enfrentan en un duelo, pero nadie se las arregla para derrotar a su oponente. Reconociendo cada valor y la nobleza de la otra, cada uno de ellos juran su amistad, y se las arreglan para hacer la paz entre sus tíos.
En Roldán en Zaragoza, Olivier es descrito como el amigo de Roland, así como chaperón nombrado por Carlomagno a moderar el ímpetu juvenil de Roland. Esto es impulsado por la reina moro Bramimonde de Zaragoza, donde va a parar con Olivier. Al llegar a la ciudad, Roland pide a Olivier un favor. Él está de acuerdo, sin esperar ninguna traición. Roland pidió que no lo acompañe a obtener para sí la gloria y los favores de Bramimonde. Indignado, sin embargo Olivier mantiene su palabra, y Roland entró solo en la ciudad, donde Bramimonde le da un hermoso abrigo. Pero cuando Roland quiere salir de la ciudad, que está rodeado y retenido por los sarracenos. Llamó a Oliver, que se encuentra en una colina externa. Sin embargo, esto no se mueve de buenas a primeras sino después de algunas vacilaciones, mientras tanto Roland se encontraba en peligro de captura, que ataca. En el conflicto Oliver lleva un caballo a Roland, tratando de salir se matan a muchos sarracenos, pero no pueden salir juntos al campo de batalla. Más tarde, Olivier y los caballeros de Carlomagno abandonan el campamento y atacan a la pequeña ciudad árabe de Gorreya. Oliver se viste como sarraceno y por su parte Roland envía su disculpa a su amigo. Cuando Roland llega, Oliver deja la ciudad disfrazada sarraceno mientras el ataque. Roland se encontró con los sarracenoos de Olivier, pero en una señal de uno, los otros caballeros fuera a su vez disfrazado. Pronto Roland es atrapado y abrumado y obligado a rendirse. Olivier se quita el disfraz y acepta las excusas de Roland.
Olivier también aparece en una serie de canciones sobre el gigante Fierabrás, considerado como un rival, par igual. El rey sarraceno Balan y su hijo gigante Fierabrás (que mide 4,60 metros ) se dirigen de vuelta a España después del saqueo de la iglesia de San Pedro en Roma y capturan las reliquias de la pasión. Carlomagno invadió España para recuperar dicho reliquias y envía a Olivier a confrontar a Fierabrás. Una vez derrotado, el gigante decidió convertirse al cristianismo y se une al ejército de Carlomagno. Poco después, Olivier y algunos de sus compañeros fueron capturados por los sarracenos. Floripas, la hermana de Fierabrás, se enamora de uno de los caballeros, Gui de Bourgogne. Después de una serie de episodios Carlomagno envía a las reliquias de St. Denis y el intercambio Guido de Borgoña se casa con Floripas.
En Galiens li restaura, Olivier tiene un hijo llamado Galen con una princesa bizantina de nombre Jacqueline. Galen deja Constantinopla en busca de su padre, Oliver, y llega a Roncesvalles en el tiempo para intercambiar unas palabras con su padre ya moribundo. Regresó a Constantinopla, donde sus tíos asesinaron su abuelo, el emperador de Bizancio. Galen se enfrenta y derrota a sus tíos y se convierte en emperador bizantino.
Por último, y más tarde, Olivier aparece en poemas épicos italianos del siglo XV como Orlando furioso de Ariosto. En Borgoña Olivier tiene dos hijos: Grifón llamado "el Blanco" y Aquilant "el Negro". La madre, de acuerdo con Ariosto, sería Gismonde.